# Anastasiya Petryk
Anastasiya Ihorivna "Nastya" Petryk (en ukrainien : Анастасі́я Іго́рівна "Настя" Пе́трик), née le 4 mai 2002 à Odessa, est une chanteuse ukrainienne. Elle est la sœur cadette de Victoria Petryk, qui a représenté l'Ukraine au Concours Eurovision de la chanson junior 2008, terminant seconde du concours.
Elle remporte le Concours Eurovision de la chanson junior en 2012 avec la chanson Nebo (Le ciel) pour son pays, l'Ukraine, dont c'est la première victoire au Concours Eurovision Junior. Elle obtient 138 points.